# Dmanisi
Dmanisi (en georgiano: დმანისი; en azerí: Başkeçid) es un asentamiento urbano de Georgia ubicado en el suroeste de la región de Baja Iberia, siendo la capital del municipio homónimo. En Dmanisi se localiza el yacimiento arqueológico más importante del país, el sitio histórico de Dmanisi.
El yacimiento de Dmanisi tiene restos de homínidos que datan de hace 1,8 millones de años, la evidencia más antigua conocida de homínidos fuera de África antes de que se descubrieran herramientas de piedra que datan de 2,1 millones de años en 2018 en Shangchen (China).

## Toponimia
Hasta 1947, Dmanisi era nombrado oficialmente como Bashkicheti (en georgiano: ბაშკიჩეთი; en azerí: Başkeçid), que procede del azerí baş keçid ("paso (montaña) principal").

## Geografía
Dmanisi está en el valle del río Mashavera, 85 km al sur de Tiflis.

## Historia
El área alrededor de la ciudad de Dmanisi ha estado habitada desde la Edad del Bronce temprana. En el siglo VI se construyó allí una catedral cristiana ortodoxa llamada Dmanisi Sioni. El registro escrito más antiguo de la ciudad data del siglo IX como posesión del emirato de Tiflis. 
Ubicada en la confluencia de rutas comerciales e influencias culturales, Dmanisi fue particularmente importante y se convirtió en un importante centro comercial de la Georgia medieval. La ciudad fue tomada por los turcos selyúcidas en la década de 1080 y por los reyes David IV de Georgia y Demetrio I entre 1123 y 1125. Los ejércitos turco-mongoles al mando de Tamerlán arrasaron la ciudad en el siglo XIV. Saqueada nuevamente por los turcomanos en 1486, Dmanisi nunca se recuperó y se convirtió en un pueblo escasamente habitado en el siglo XVIII. El castillo estaba controlado por la casa de Orbeliani.
El Dmanisi moderno apareció como el pueblo dujobory de Bashkichet, a unos 15 kilómetros de la ciudad georgiana abandonada de Dmanisi. Por decreto de la República Socialista Soviética de Georgia del 18 de marzo de 1947, el pueblo de Bashkicheti pasó a llamarse Dmanisi. El 24 de junio de 1959, Dmanisi recibió el estatus de asentamiento de tipo urbano.
Amplios estudios arqueológicos comenzaron en el área en 1936 y continuaron en la década de 1960. Más allá de una rica colección de artefactos antiguos y medievales y las ruinas de varios edificios y estructuras, se han desenterrado restos únicos de animales y humanos prehistóricos. Algunos de los huesos de animales fueron identificados por el paleontólogo georgiano A. Vekua con los dientes del extinto rinoceronte Dicerorhinus etruscus etruscus en 1983. El descubrimiento de herramientas de piedra primitivas en 1984 generó un interés creciente por el sitio arqueológico. 
En 1991, a un equipo de eruditos georgianos se unieron los arqueólogos alemanes del Museo Central Romano-Germánico, y más tarde los investigadores estadounidenses, franceses y españoles. Los primeros fósiles humanos, originalmente llamados Homo georgicus y ahora considerados Homo erectus georgicus, se encontraron en Dmanisi entre 1991 y 2005. Con 1,8 millones de años, ahora se cree que son una subespecie de Homo erectus y no una especie separada de Homo.

## Demografía
La evolución demográfica de Dmanisi entre 1923 y 2021 fue la siguiente:
| 670                                             | 1871 | 4778 | 4076 | 4530 | 8650 | 3427 | 2661 | 2920 |
| (Fuente: Population of Georgia in Soviet times) |      |      |      |      |      |      |      |      |

Su población era de 2661 en 2014, con el 81% de la población son georgianos.
|              | 1939      | 1939       | 1959      | 1959       | 2014      | 2014       |
| Grupo étnico | Población | Porcentaje | Población | Porcentaje | Población | Porcentaje |
| ------------ | --------- | ---------- | --------- | ---------- | --------- | ---------- |
| Georgianos   | 120       | 6,4%       | 299       | 9,7%       | 2153      | 80,90%     |
| Rusos        | 960       | 51,3%      | 767       | 24,9%      | 44        | 1,65%      |
| Ucranianos   | 960       | 51,3%      | 38        | 1,2%       | -         | -          |
| Azeríes      | 472       | 25,2%      | 1356      | 44%        | 387       | 14,54%     |
| Armenios     | 141       | 7,5%       | 199       | 6,5%       | 48        | 1,80%      |
| Griegos      | 104       | 5,6%       | 384       | 12,5%      | 19        | 0,71%      |
| Abjasios     | -         | -          | -         | -          | 1         | 0,04%      |
| Osetios      | 5         | 0,3%       | 9         | 0,3%       | -         | -          |
| Judíos       | 2         | 0,1%       | 8         | 0,3%       | -         | -          |
| Alemanes     | 29        | 1,5%       | -         | -          | -         | -          |
| Lezguinos    | 7         | 0,4%       | -         | -          | -         | -          |
| Asirios      | 4         | 0,2%       | -         | -          | -         | -          |
| Total        | 1871      | 100%       | 3084      | 100%       | 2661      | 100%       |

## Infraestructura

### Arquitectura, monumentos y lugares de interés
Cerca de Dmanisi, 10 kilómetros al este, se encuentran las ruinas de una gran ciudad fortificada medieval de Dmanisi.

## Cultura

### Arqueología
La atribución taxonómica de los restos humanos ha resultado controvertida, pues presentan similitudes con Homo erectus y con Homo ergaster, la cuestión no se ha solucionado, pero ha quedado aparcada al darle a los citados fósiles la denominación de Homo georgicus.
Las industrias líticas asociadas a los citados vestigios entran dentro de lo que se ha denominado Pebble culture, es decir, siguen la tradición olduvayense: abundancia de núcleos informes y desorganizados, cantos tallados, lascas, algunas de las cuales estaban retocadas, y numerosos desechos de talla; no obstante no se encontró ningún bifaz, lo que, sumado a la extrema antigüedad de las piezas, ha permitido descartar que se tratase de una industria achelense.
Para fechar los restos se han seguido dos sistemas de datación independientes, por un lado se ha aplicado el método del Potasio-Argón a una capa que situada en la base del asentamiento humano, deparando fechas entre 1,8 y 2 millones de años. El segundo método es el del paleomagnetismo, aplicado sobre un estrato volcánico de basalto que sellaba los restos, proporcionando resultados de polaridad normal correlacionables con el episodio paleomagnético de Olduvai que tuvo lugar dentro del gran evento negativo llamado Matuyama, entre 1,7 y 2 millones de antigüedad.
Por lo que respecta a los restos arqueológicos más modernos, destacan las ruinas de una antigua fortaleza que protegía la ciudad y a los comerciantes que seguían la ruta entre el Imperio bizantino, Persia y Armenia.

## Galería

Este de Dmanisi
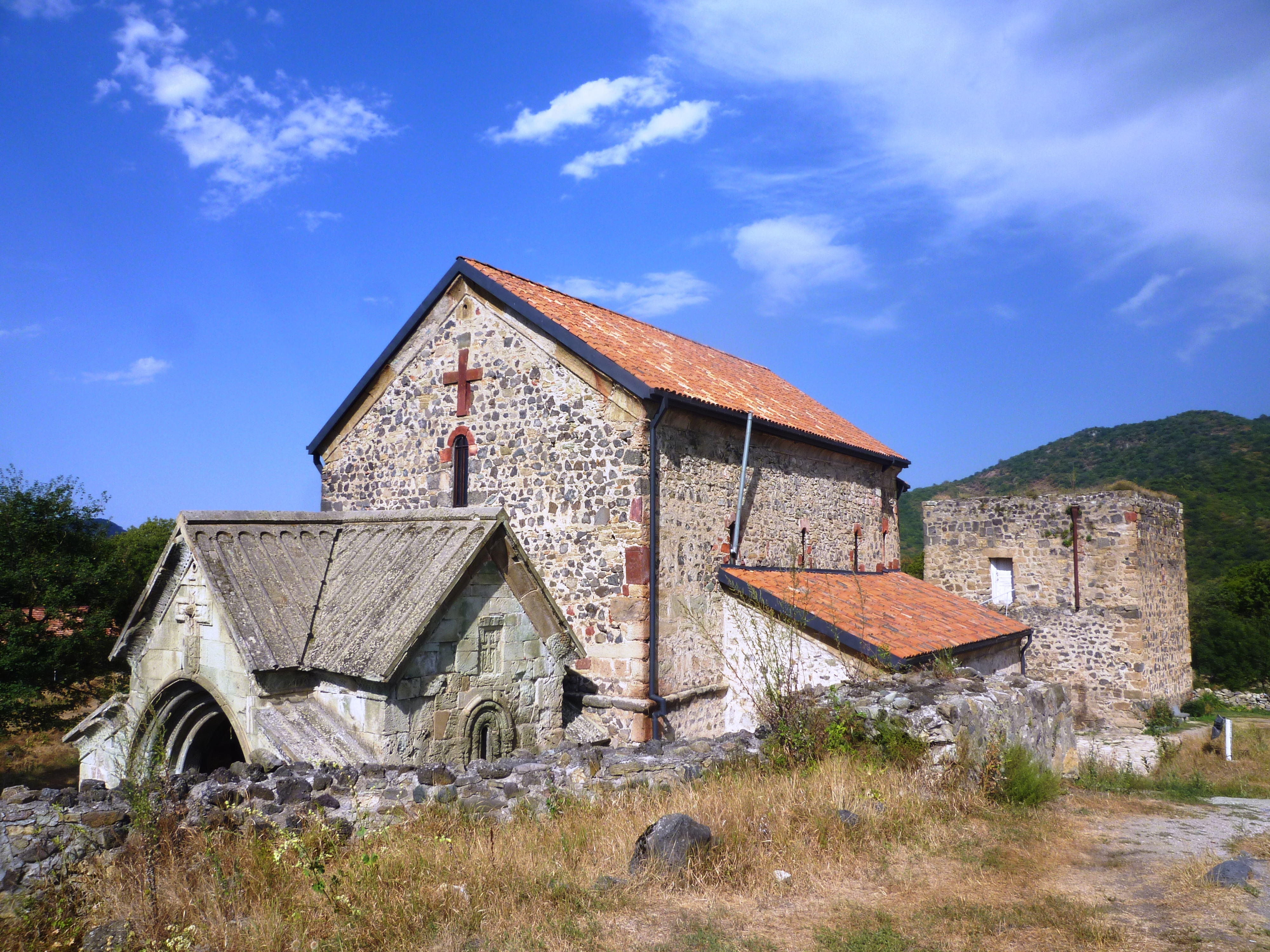
Catedral de Dmanisi
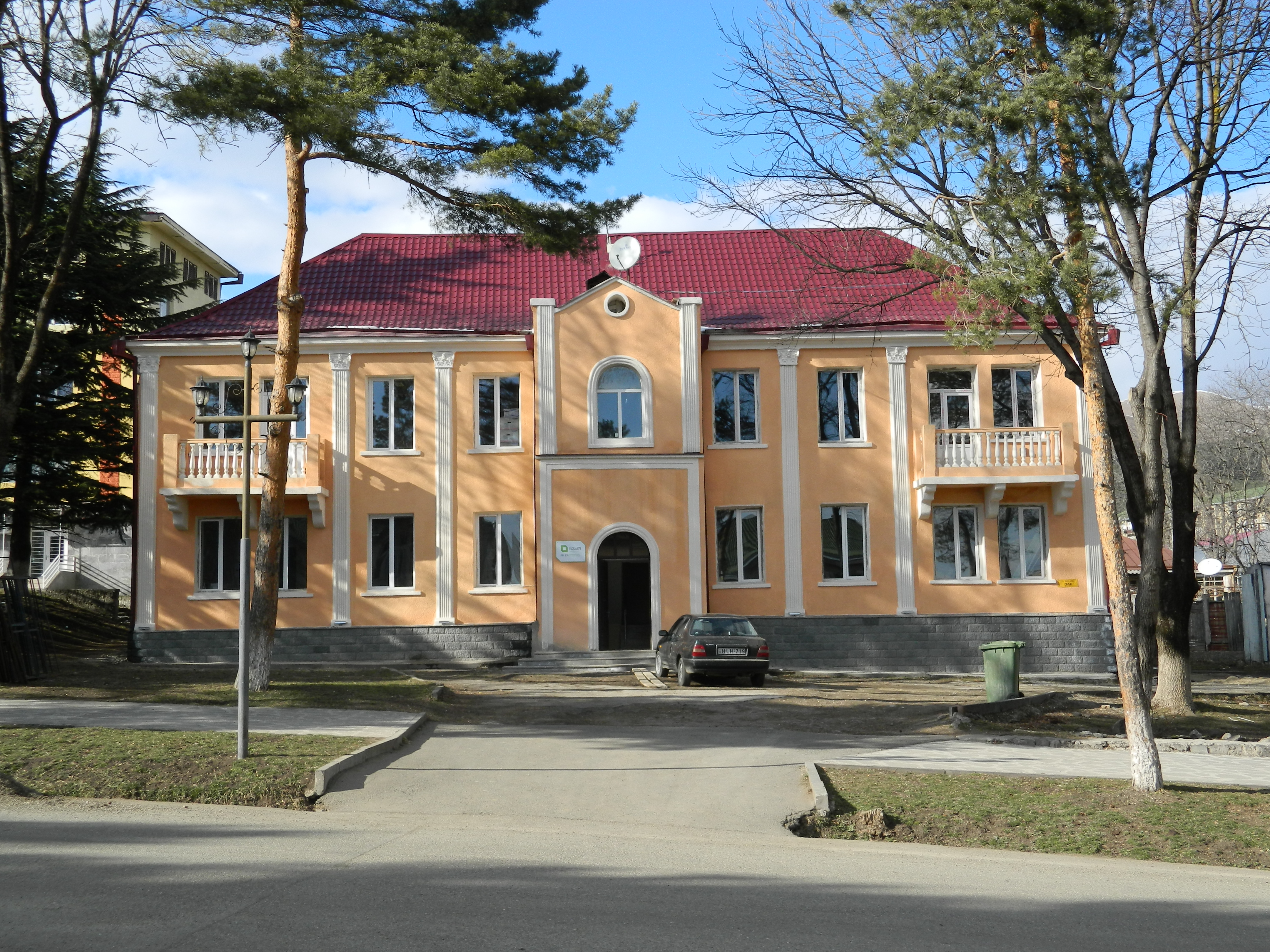
Ayuntamiento de Dmanisi
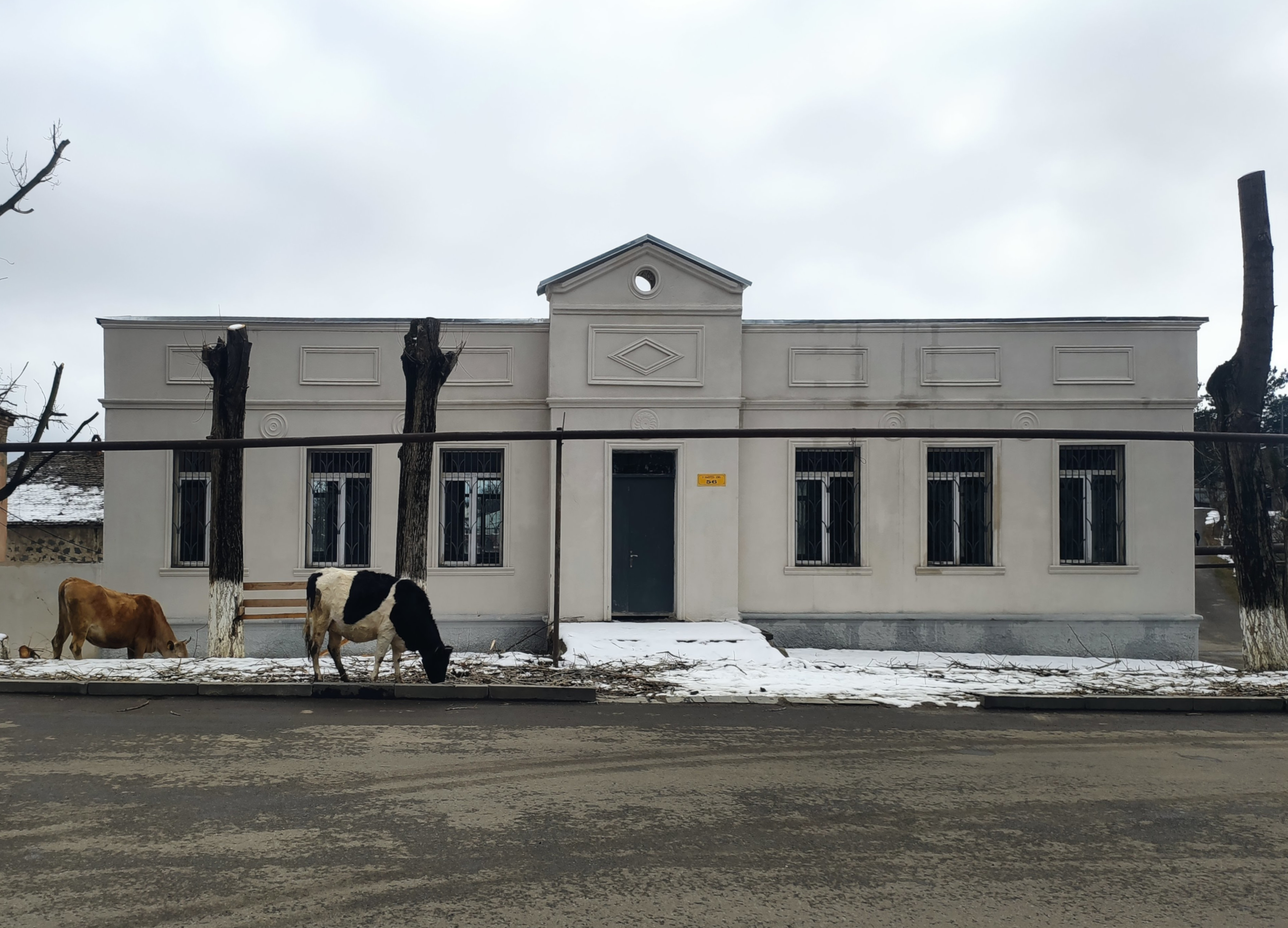
Agencia Alimentaria Nacional en Dmanisi
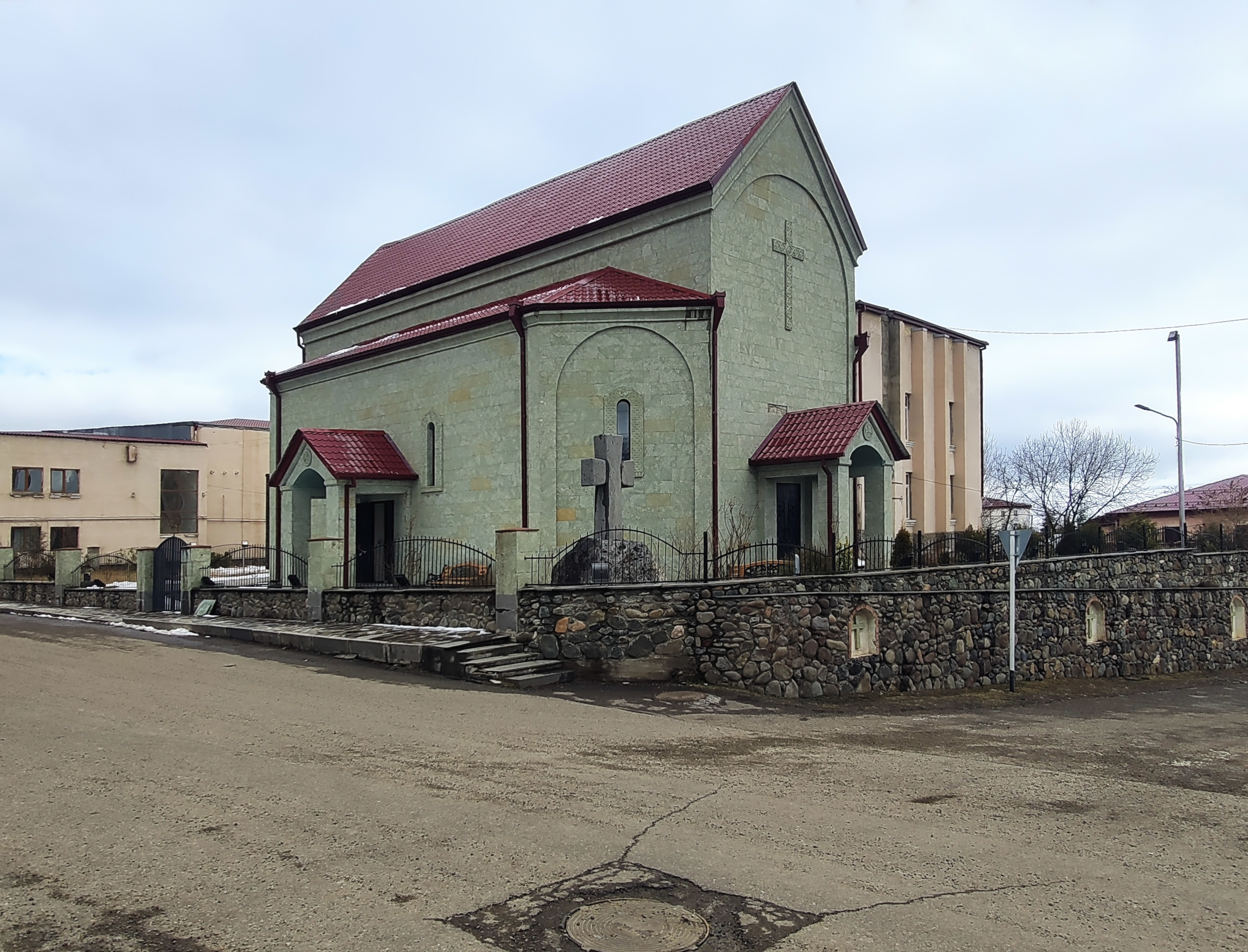
Iglesia pentecostal de Dmanisi